# Survivor (videojuego)
Survivor es un videojuego de plataformas realizado por la compañía española de videojuegos Topo Soft en 1987 y relanzado en el Reino Unido con el sello de U.S. Gold para los ordenadores de 8 bits Sinclair ZX Spectrum, MSX y Amstrad CPC.

## Argumento
El jugador controla a un alienígena (muy parecido al de las películas de la saga Alien), que debe hacer lo posible para perpetuar su especie incubando 10 embriones en las incubadoras de una nave de la que es polizón.

## Niveles
La nave consta de 142 pantallas divididas en 4 zonas, pudiendo pasar de unas a otras a través de túneles y ascensores.

## Sistema de juego
La única defensa del alien ante las distintas criaturas que habitan la nave son escupitajos de ácido que al lanzarlos sólo los paralizará momentáneamente. Los enemigos nos restarán energía al tener contacto con ellos haciendo que se pierdan nuestras oportunidades para realizar la gesta. La forma de recuperar energía es devorando nanoingenieros, que son unos diminutos ingenieros que aparecen caminando aleatoriamente por las pantallas del juego (aunque la revista Micromanía afirmó que eran bebés humanos).

## Autores
- Programa: Rafael Gómez, Javier Cano Ciruelas
- Gráficos: Rafael Ángel García Cabrera
- Música: César Astudillo (Gominolas)
- Pantalla de carga versión Amstrad: Julio Martín Erro